# Vicki Funk

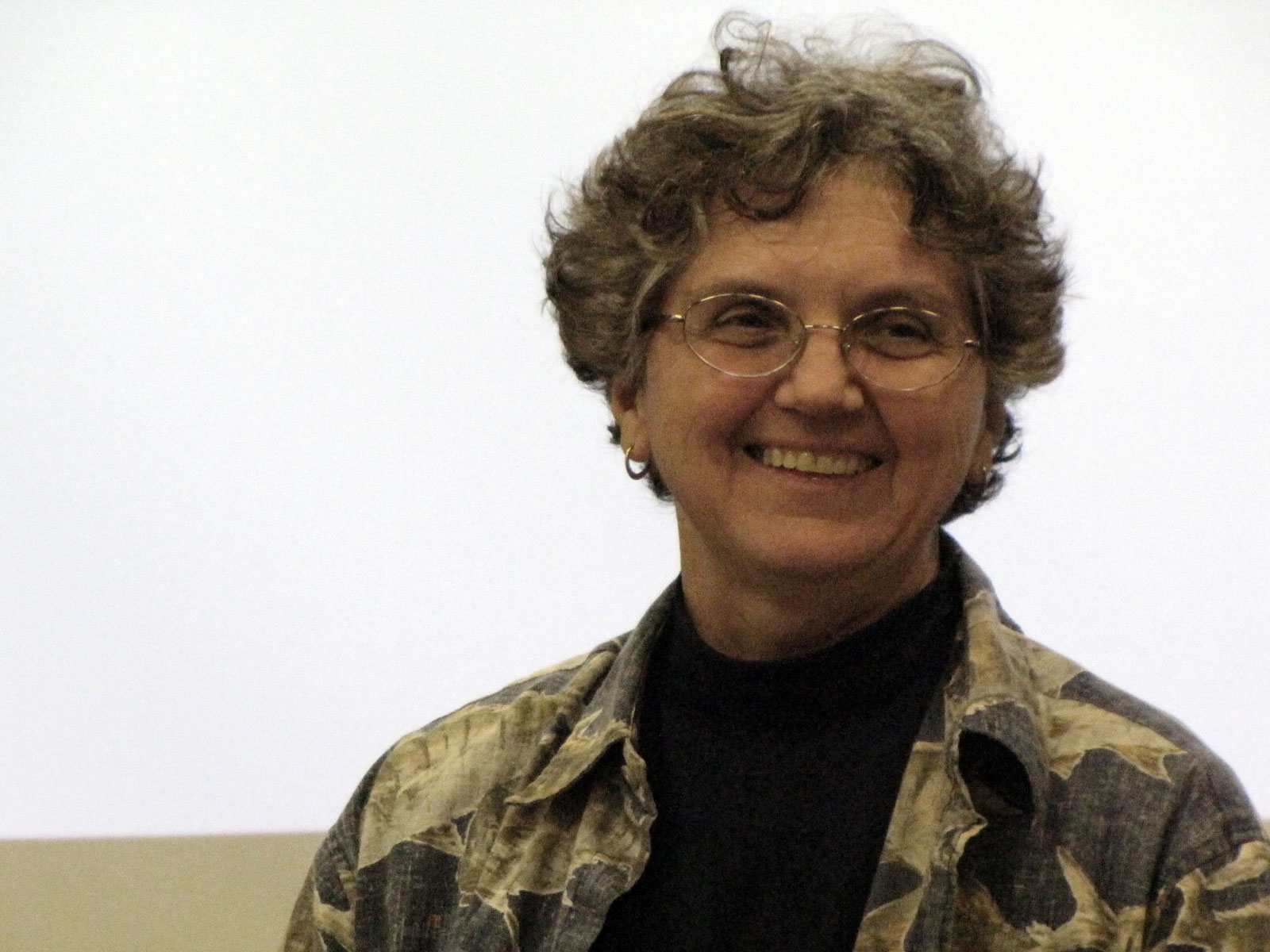
Vicki Ann Funk 2010

Vicki Ann Funk (* 26. November 1947 in Owensboro, Kentucky; † 22. Oktober 2019) war eine US-amerikanische Botanikerin und Kuratorin am National Museum of Natural History der Smithsonian Institution. Sie war bekannt für ihre Arbeit zu Arten aus der Familie der Asteraceae, inklusive Sammel-Expeditionen in viele Teile der Welt, sowie für ihre übergreifende Arbeit zu Phylogenetik und Biogeographie.

## Leben
Funk wurde am 26. November 1947 in Owensboro, Kentucky, geboren. Ihre Eltern waren Edwin Joseph und Betty Ann (geb. Massenburg) Funk. Sie hatte zwei Brüder, Edwin Jr. und Jared Kirk. Sie wuchs in Owensboro auf und an mehreren United-States-Air-Force-Stützpunkten, noch bevor sie in die Grundschule kam. Sie studierte Biologie und Geschichte an der Murray State University in Kentucky und erwarb 1969 einen Bachelor of Science (BS). Sie wollte eigentlich Medizin studieren, entschied sich aber dagegen, nachdem sie einen Sommer lang ehrenamtlich in einem Krankenhaus gearbeitet hatte. Nach ihrem Abschluss lebte und arbeitete sie zwei Jahre lang in Deutschland, dann kehrte sie in die USA zurück, um ein Jahr lang an einer Highschool zu unterrichten. Danach verbrachte sie einen Sommer an der Hancock Biological Station am Kentucky Lake. Dort entdeckte sie ihre Leidenschaft für Feldarbeit und Forschung.
1975 erhielt sie einen Master of Science in Biologie an der Murray State, wo sie ihre Arbeit mit dem Thema „A Floristic and Geologic Survey of Selected Seeps of Calloway County, KY“ verfasste. Ihr Betreuer war Dr. Marian Fuller. Den Sommer 1975 verbrachte sie mit dem Studium von Wasserpflanzen im Stone Lab am Eriesee. Im Herbst begann sie ihr Doktoratsstudium an der Ohio State University bei Ron Stuckey als Betreuer. Später änderte sie ihren Schwerpunkt auf Compositae, gemeinsam mit Tod Stuessy. Von 1976 bis 1977 war sie Assistenzkuratorin an der Ohio State University. 1980 schloss sie ihr Studium an der Ohio State University mit einem Ph.D. ab und verfasste ihre Arbeit über The Systematics of Montanoa Cerv. (Asteraceae), die 1982 in den Memoirs of the New York Botanical Garden veröffentlicht wurde. 1981 verbrachte sie ein Postdoc-Jahr am New York Botanical Garden, wo sie mit Arthur Cronquist weiter an den Compositae forschte und sich mit dem neu entstehenden Feld der Phylogenetik am American Museum of Natural History vertraut machte.
Funk wurde 1981 als wissenschaftliche Mitarbeiterin und Kuratorin am US National Herbarium des National Museum of Natural History der Smithsonian Institution ernannt. 1986 veröffentlichte sie zusammen mit Pamela Burns-Balogh die Arbeit A Phylogenetic analysis of the Orchidaceae (Smithsonian Institution Press). 2004 wurde sie leitende wissenschaftliche Mitarbeiterin und Kuratorin für Compositae am US National Herbarium.
Zu Funks Forschungen gehörte die detaillierte Untersuchung evolutionärer Beziehungen und Biogeographie anhand von Pflanzen-DNA. Sie war Mitentdeckerin des vom Aussterben bedrohten Bidens meyeri auf Rapa Iti in Französisch-Polynesien. Ihre Arbeit zeigt, dass diese Bidens-Art das Ende einer Migration von Nordamerika über die Gesellschaftsinseln zu den Australinseln darstellen könnte.
Ab 1988 leitete sie das Biological Diversity of the Guiana Shield Program (BDG) und gründete 2015 die Global Genome Initiative for Gardens, die beide ihren Sitz an der Smithsonian Institution hatten. Beide Programme gab sie 2018 an andere weiter. Sie war außerdem außerordentliche Professorin an der George Mason University und der Duke University.
Funk war Mitglied einer Reihe von Gesellschaften und hatte in vielen Ämter übernommen. Sie war Präsidentin der Society of Systematic Biologists (1998–1999), der American Society of Plant Taxonomists (2006–2007), der International Biogeography Society (2007–2009), der Botanical Society of Washington (2014) und der International Association of Plant Taxonomists (2011–2017).

## Ehrungen
Im Jahr 2001 verlieh die Regierung von Queensland Funk ein Queensland Research Fellowship. 2009 erhielt sie zwei Auszeichnungen: den Secretary’s Award for Excellence in Collaboration und den National Museum of Natural History Science Achievement Award. 2010 erhielt sie von der International Association for Plant Taxonomy die Stebbins-Medaille für die beste Veröffentlichung in Pflanzensystematik oder Pflanzenevolution im Zeitraum 2007 bis 2009. 2012 gewann sie den Smithsonian Secretary’s Award for Outstanding Publication und wurde für zwei Jahre Vorstandsmitglied des National Evolutionary Synthesis Center. 2014 gewann sie den Rolf Dahlgren Prize für ihre wichtigen Beiträge zum Verständnis der Systematik und Evolution der Angiospermen.
Funk wurde auch für ihr Lebenswerk auf ihrem Gebiet ausgezeichnet. 2018 gewann sie den Asa Gray Lifetime Achievement Award der American Society of Plant Taxonomists. 2019 würdigte die Linnean Society of London Funk mit ihrer Linné-Medaille für ihr Lebenswerk in den Naturwissenschaften. 2019 kündigte die American Society of Plant Taxonomists den neuen Vicki Funk Fund for Graduate Student Research zu ihren Ehren an.
Im Jahr 2005 benannten Wissenschaftler eine neue Ameisenart nach Vicki Funk. Diese Art, Pheidole funki, ist nur von einem einzigen Exemplar bekannt, das in Guyana gesammelt wurde. Zwei Gattungen, Vickia und Vickifunkia, sind zu Ehren von Vicki Funks Beitrag zur Systematik der Compositae benannt. Die Art Xenophyllum funkianum J. Calvo aus den ecuadorianischen Anden wurde 2020 in einer posthumen Mitveröffentlichung nach ihr benannt. Baccharis funkiae, eine enge endemische Art der Compositae aus Uruguay, ist ebenfalls nach Vicki Funk benannt. Indische Botaniker benannten eine neue Art der Gesneriaceae als Didymocarpus vickifunkiae.
Im November 2020 widmete das Journal of Systematics and Evolution Vicki Funk eine Sonderausgabe zur sammlungsbasierten Systematik und Biogeographie.

## Publikationen
Funk verfasste mehr als 280 Publikationen.
- E. O. Wiley, D. Siegel-Causey, D. R. Brooks, V. A. Funk: The compleat cladist: A primer of phylogeny procedures. 1991. repository.si.edu.
- W. L. Wagner, V. A. Funk. 1995. Hawaiian biogeography. Smithsonian Institution Press. biodiversitylibrary.org
- V. A. Funk, R. Bayer, S. Keeley, R. Chan, L. Watson, B. Gemeinholzer, E. Schilling, J. Panero, B. Baldwin, N. T. Garcia-Jacas, A. Susanna, R. K. Jansen: Everywhere but Antarctica: Using a supertree to understand the diversity and distribution of the Compositae. In: Proceedings of a Symposium on Plant Diversity and Complexity Patterns – Local, Regional and Global Dimensions. I. Friis, H. Balslev (hgg.): The Royal Danish Academy of Sciences and Letters, Copenhagen. In: Biologiske Skrifter. 55: 343–374. repository.si.edu.
- J. L. Panero, V. A. Funk: The value of sampling anomalous taxa in phylogenetic studies: major clades of the Asteraceae revealed. In: Molecular Phylogenetics and Evolution. 47, 2, 2008, S. 757–782. repository.si.edu.
- V. A. Funk, A. Susanna, T. Stuessy, R. Bayer: Systematics, evolution, and biogeography of Compositae. In: International Association for Plant Taxonomy. 2009.
- J. R. Mandel, R. B. Dikow, V. A. Funk, R. R. Masalia, S. E. Staton, A. Kozik, R. W. Michelmore, L. H. Rieseberg, J. M. Burke: A target enrichment method for gathering phylogenetic information from hundreds of loci: an example from the Compositae. In: Applications in Plant Sciences. 2 (2) 2014: 1300085. onlinelibrary.wiley.com
- J. Wen, S. M. Ickert‐Bond, M. S. Appelhans, L. J. Dorr, V. A. Funk: Collections‐based systematics: Opportunities and outlook for 2050. In: Journal of Systematics and Evolution. 53, 6. 2015, S. 477–488. onlinelibrary.wiley.com
- J. Wen, R. H. Ree, S. M. Ickert-Bond, Z. Nie, V. Funk: Biogeography: where do we go from here? In: Taxon. 62, 5. 2013, S. 912–927. ingentaconnect.com
- J. R. Mandel, R. B. Dikow, V. A. Funk: Using phylogenomics to resolve mega‐families: An example from Compositae. In: Journal of Systematics and Evolution. 53, 5. 2015, S. 391–402. onlinelibrary.wiley.com
- Z. L. Nie, V. Funk, H. Sun, T. Deng, Y. Meng, J. Wen: Molecular phylogeny of Anaphalis (Asteraceae, Gnaphalieae) with biogeographic implications in the Northern Hemisphere. In: Journal of Plant Research. 126, 1. 2013, S. 17–32. link.springer.com